# Loweia arcuata
Loweia arcuata är en fjärilsart som beskrevs av Barend J. Lempke 1954. Loweia arcuata ingår i släktet Loweia och familjen juvelvingar. Inga underarter finns listade i Catalogue of Life.